# Fort des Bordes
La Feste von Zastrow, rebaptisé fort des Bordes par les Français en 1919, est un ouvrage militaire situé dans le quartier de Borny à Metz. Il fait partie de la première ceinture fortifié des forts de Metz. Enterré depuis la construction de la voie rapide Est en 1968, il est recouvert par un espace vert, quelques vestiges demeurent perceptibles.

## Contexte historique
La première ceinture fortifiée de Metz se compose des forts de Saint-Privat (1870), de Queuleu (1867), des Bordes (1870), de Saint-Julien (1867), Gambetta, Déroulède, Decaen, de Plappeville (1867) et du Saint-Quentin (1867), la plupart inachevés ou simplement à l’état de projet en 1870, lorsque la Guerre Franco-prussienne éclate. Pendant l’Annexion, Metz, dont la garnison allemande oscillera entre 15 000 et 20 000 hommes au début de la période, et dépassera 25 000 hommes avant la Première Guerre mondiale, devient progressivement la première place forte du Reich allemand.

## Construction et aménagements
Le fort Zastrow est conçu dans l’esprit des « forts détachés », concept développé par Hans Alexis von Biehler en Allemagne. Le but était de former une enceinte discontinue autour de Metz faite de forts d’artillerie espacés d’une portée de canons. L’intervalle, entre le fort de Queuleu ( Goeben ) et le fort de Saint-Julien ( Manteuffel ), étant jugé trop important, il est décidé de renforcer la ligne fortifiée par la construction du fort Zastrow. Le Feste Zatrow est construit rapidement par les ingénieurs allemands entre 1873 et 1875.

## Affectations successives
À partir de 1890, la relève dans les forts est assurée par les troupes du XVIe Corps d’Armée stationnées à Metz et à Thionville. Le fort des Bordes sert de dépôt et de caserne de 1873 à 1918. Il est réinvesti par l’armée française en 1919, et sert de camp d'internement pour les insoumis et les déserteurs. En 1940, le fort est réinvesti par l’armée allemande. Il n’est pas remilitarisé après 1945. Le fort des Bordes est définitivement désaffecté en 1954.

## Seconde Guerre mondiale
Début septembre 1944, au début de la bataille de Metz, le commandement allemand l’intègre au dispositif défensif mis en place autour de Metz. Le 2 septembre 1944, Metz est en effet déclarée forteresse du Reich par Hitler. La place forte doit donc être défendue jusqu’à la dernière extrémité par les troupes allemandes, dont les chefs ont tous prêté serment au Führer. Le lendemain, 3 septembre 1944, le général Krause, alors commandant de la place forte de Metz, établit son Oberkommando, le poste de commandement principal, dans la caserne du fort Alvensleben. Le fort de Plappeville était en effet situé au centre du dispositif défensif de Metz, avec à l’Ouest le fort Manstein (Girardin), tenu par le colonel SS Joachim von Siegroth, au nord le fort Zastrow (Les Bordes) tenu par le colonel SS Wagner et au sud le fort Prinz August von Württemberg (Saint-Privat) tenu par le colonel SS Ernst Kemper. Le jour même, les troupes du général Krause prennent position sur une ligne allant de Pagny-sur-Moselle à Mondelange, en passant à l’Ouest de Metz par Chambley, Mars-la-Tour, Jarny et Briey.
Le 9 novembre 1944, pas moins de 1 299 bombardiers lourds B-17 et B-24 déversent 3 753 tonnes de bombes, de 1 000 à 2 000 livres, sur les ouvrages fortifiés et les points stratégiques situés dans la zone de combat de la IIIe armée. La plupart des bombardiers ayant largué leurs bombes sans visibilité, à plus de 20 000 pieds, les objectifs militaires ont souvent été manqués. À Metz, les 689 chargements de bombes destinés à frapper sept forts désignés comme des cibles prioritaires, ne firent que des dégâts collatéraux. À Thionville et à Sarrebruck, le résultat est aussi peu concluant, prouvant une fois de plus l’inadéquation des bombardements massifs sur des objectifs militaires.
Pourtant, un par un, les forts isolés par l’avancée des troupes de la 95e Infantry Dision au nord, et de la 5e Infantry Dision au sud succombent. Le fort des Bordes est pris par la 5e Infantry Division de l’armée Patton le 21 novembre 1944, à la fin de la bataille de Metz. Le fort Jeanne-d’Arc fut le dernier des forts de Metz à se rendre. La résistance allemande, déterminée, les intempéries et les inondations, inopportunes, ainsi qu’une tendance générale à mésestimer la puissance de feu des fortifications de Metz, ont contribué à ralentir l’offensive américaine, donnant l’occasion à l’armée allemande de se retirer en bon ordre vers la Sarre. L’objectif de l’état-major allemand, qui était de gagner du temps en fixant le plus longtemps possible les troupes américaines en avant de la ligne Siegfried, sera donc largement atteint.